# Abraham Deutsch
Abraham Deutsch (* 14. Februar 1902 in Mülhausen; ✡ 25. Juli 1992 in Jerusalem (Israel)) war ein Elsässer Rabbiner. Er kümmerte sich vor allem um die religiöse Erziehung der Jugend und um den Wiederaufbau der jüdischen Gemeinden im Elsass nach dem Zweiten Weltkrieg.

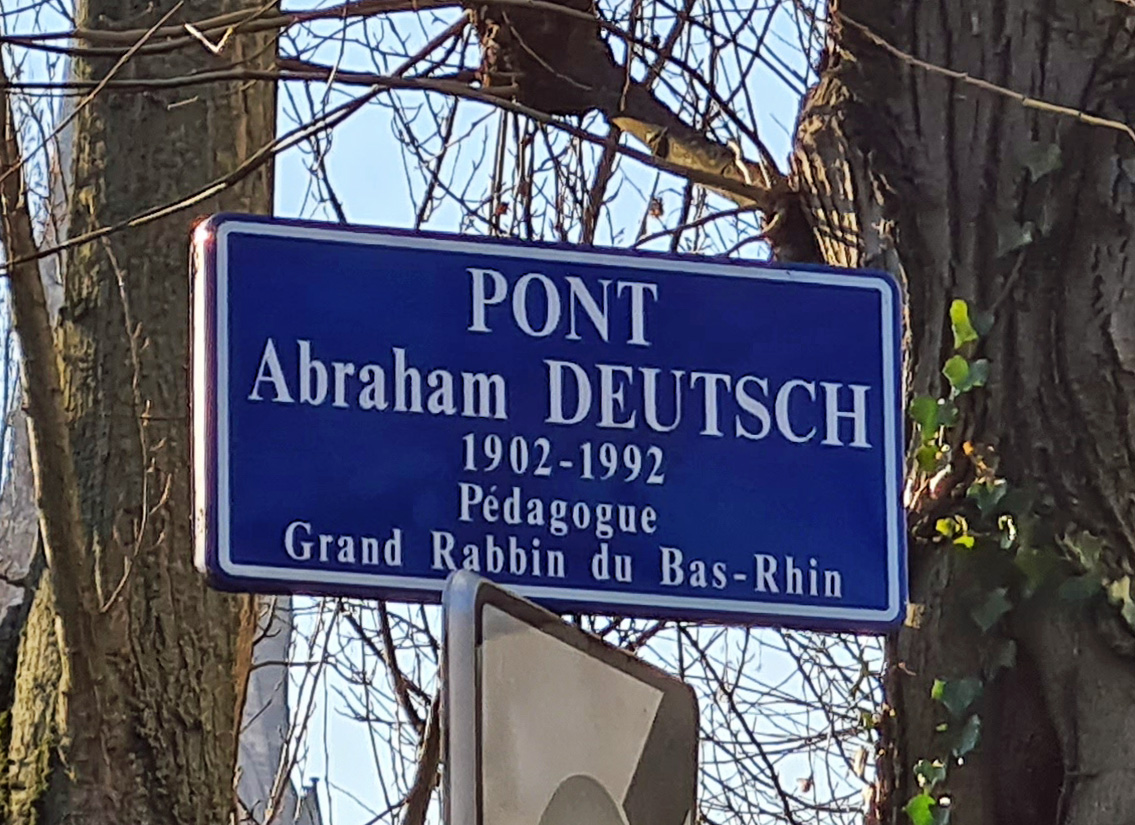
Strasbourg-Pont Abraham-Deutsch-Plaque

## Leben
Er wuchs als Sohn einer orthodoxen jüdischen Familie auf. Sowohl sein Vater als auch seine Mutter waren in der jüdischen Gemeinde engagiert. Sein Vater war koscherer Metzger, seine Mutter überwachte die Mikwe. Von 1914 bis 1918 besuchte er die jüdische Schule Emanuel Carlebach bei Köln, das Elsass war bis 1918 Teil des Deutschen Reiches. Nach dem Krieg holte in der Rabbiner Maurice Liber an die Rabbiner-Schule in Paris. Neben den jüdischen Studien lernte dort auch Arabisch. Mit 22 Jahren wurde er als Rabbiner nach Sarre-Union berufen, zwei Jahre später nach Bischheim, eine der großen jüdischen Gemeinden im Elsass.  Er unterrichtete im  Lycée Fustel de Coulanges, einer renommierten höheren Schule, gegründet 1685, und im Mädchengymnasium in Straßburg. In dieser Zeit gründete er auch die Jeunesse Juive de Strasbourg (Jüdische Jugend von Straßburg). Nach der Besetzung des Elsass im Jahr 1940 floh er, wie viele jüdische Elsässer, nach Limoges, wo er sich wieder um die Ausbildung der Jugend kümmerte. Nach der Besetzung ganz Frankreichs im Jahr 1942 setzte er seine Tätigkeit fort und gründete 1943 das Petit Séminaire Israélite de Limoges (Kleines israelitisches Seminar von Limoges), in dem auch Max Warschawski Schüler war. 1944 wurde er von den Milizen des Vichy-Regimes inhaftiert, es gelang ihm zu fliehen, er wurde aber erneut inhaftiert und gefoltert. Die Befreiung 1944 durch den französischen Widerstand rettete sein Leben. 
1945 kehrte er nach Straßburg zurück und begann mit dem Wiederaufbau der jüdischen Gemeinde. Er hoffte, dass der Großrabbiner René Hirschler (1905–1945) die KZ-Haft überlebt hätte, dieser kehrte aber nicht zurück. 1947 akzeptierte er die Ernennung zum Großrabbiner von Straßburg. Die Einweihung der Friedenssynagoge 1958 war ein Höhepunkt seiner Amtszeit. Er gründete das Bulletin de nos Communautés (Bulletin unserer Gemeinschaften), heute die Tribune Juive (Jüdische Tribüne). 1948 gründete er die Ecole Aquiba, eine jüdische Schule für Kinder vom Kindergarten bis zum Abitur, französisch: Maternelle, Primaire, Collège und Lycée. Zunächst war die Schule privat finanziert, Deutsch sammelte so intensiv Spenden, dass er den Spitznamen ‚Erster Schnorrer Frankreichs‘ erhielt. Schnorrer stammt aus dem Jiddischen und beschreibt einen aggressiven Bettler. Die Schule wird heute vom Staat unterhalten.
1926 heiratete er Marguerite Lévy aus Colmar, mit der er zwei Söhne hatte. Nach einem ersten Besuch in Israel im Jahre 1938 träumte er sein ganzes Leben davon, dort zu leben. 1969 erfüllte er sich seinen Traum und zog nach Israel, wo sein Sohn Guy schon lebte und er selbst starb.